# Amathusia incisa
Amathusia incisa är en fjärilsart som beskrevs av Hans Fruhstorfer 1905. Amathusia incisa ingår i släktet Amathusia och familjen praktfjärilar. Inga underarter finns listade i Catalogue of Life.